# Siège de Mdina
Le siège de Mdina en 1429 est une tentative d'invasion de l'archipel maltais par une armée des Hafsides venue de l'Ifriqiya. 

## Contexte
Après plusieurs années de conflit avec leur ancien comte, les 16 000 à 18 000 habitants des îles maltaises viennent tout juste d'obtenir le rattachement de l'archipel à la couronne de Sicile. Ils ont dû pour cela verser une importante somme laissant les caisses en grande partie vides. Les forces militaires en place sont constituées de la garnison du Castrum maris, environ 300 hommes entretenus par Palerme, et d'une force de 4 000 Maltais. Il s'agit d'une milice, obligatoire pour les hommes de plus de 16 ans, dont les exercices se tiennent le dimanche.
Sur les côtes ifriqiyennes, la monarchie hafside est dirigée par Abû Fâris `Abd al-`Azîz al-Mutawakkil qui profite des faiblesses de ses voisins pour parvenir à contrôler une grande partie des côtes maghrébines. Devenu puissant, il projette d'envahir les îles maltaises afin de s'en servir comme tête de pont pour d'autres conquêtes. 
Le début du XVe siècle est marqué par une importante activité de course, tant du côté chrétien dont Malte constitue une base importante, que pour les musulmans des côtes barbaresques.

## Déroulement
En septembre 1429, 70 galères transportent 18 000 soldats hafsides sous les ordres de Kaid Ridavan qui débarquent sur les cotes maltaises. Ils se dirigent vers Mdina, la capitale de Malte à cette époque, qu'ils attaquent en vain pendant trois jours, les Maltais repoussant victorieusement tous les assauts. Finalement, les assaillants se retirent, non sans piller tout ce qu'ils peuvent emporter. Entre 3 000 et 4 500 Maltais sont également contraints à les suivre, réduits à l'esclavage.
Peu de détails militaires sont connus des combats, l'épisode a d'ailleurs reçu le nom de siège oublié.

## Conséquences
Le raid aura d'importantes conséquences, démographique d'abord avec la perte d'une importante partie de sa population, qui va beaucoup manquer pour maintenir l'activité économique. Psychologique aussi car elle montre à quel point Malte reste fragile face aux attaques musulmanes et qu'elle ne peut compter sur l'aide efficace de la Sicile, trop éloignée
Le monastère et l'église des Augustins à Saqqajja (dans la banlieue de Mdina) sont totalement détruits.
Selon la légende, Saint Paul serait apparu, chevauchant un cheval blanc, un poignard à la main pour soutenir les Maltais. Pour commémorer cette aide miraculeuse, le chapitre de la Cathédrale de Mdina commanda à Mattia Preti en 1682 une toile représentant l'apparition. Le tableau est toujours visible dans la chapelle de l'Annonciation.